# Powiat Miesbach
Powiat Miesbach (niem. Landkreis Miesbach) – powiat w Niemczech, w kraju związkowym Bawaria, w rejencji Górna Bawaria, w regionie Oberland.
Siedzibą powiatu Miesbach jest miasto Miesbach.

## Podział administracyjny
W skład powiatu Miesbach wchodzą:
- dwie gminy miejskie (Stadt)
- dwie gminy targowe (Markt)
- trzynaście gmin wiejskich (Gemeinde)

Miasta:
| Lp. | Nazwa miasta | Ludność (31.12.2011) | Powierzchnia km² |
| --- | ------------ | -------------------- | ---------------- |
| 1   | Miesbach     | 11.169               | 32,35            |
| 2   | Tegernsee    | 3.908                | 22,77            |

Gminy targowe:
| Lp. | Nazwa gminy targowej | Ludność (31.12.2011) | Powierzchnia km² |
| --- | -------------------- | -------------------- | ---------------- |
| 1   | Holzkirchen          | 15.588               | 48,33            |
| 2   | Schliersee           | 6.619                | 79,16            |

Gminy wiejskie:
| Lp. | Nazwa gminy        | Ludność (31.12.2011) | Powierzchnia km² |
| --- | ------------------ | -------------------- | ---------------- |
| 1   | Bad Wiessee        | 4.794                | 32,79            |
| 2   | Bayrischzell       | 1.589                | 79,46            |
| 3   | Fischbachau        | 5.465                | 75,91            |
| 4   | Gmund am Tegernsee | 5.999                | 34,40            |
| 5   | Hausham            | 8.007                | 22,28            |
| 6   | Irschenberg        | 3.114                | 53,94            |
| 7   | Kreuth             | 3.776                | 122,26           |
| 8   | Otterfing          | 4.591                | 21,47            |
| 9   | Rottach-Egern      | 5.617                | 59,10            |
| 10  | Valley             | 3.009                | 42,18            |
| 11  | Waakirchen         | 5.528                | 42,13            |
| 12  | Warngau            | 3.769                | 51,28            |
| 13  | Weyarn             | 3.429                | 46,68            |

## Demografia
Dane o ludności z 31 grudnia 2008:
| Opis                                | Ogółem | Ogółem | Kobiety | Kobiety | Mężczyźni | Mężczyźni |
| ----------------------------------- | ------ | ------ | ------- | ------- | --------- | --------- |
| Jednostka                           | osób   | %      | osób    | %       | osób      | %         |
| Populacja                           | 95 241 | 100    | 49 516  | 51,99   | 45 725    | 48,01     |
| Wiek przedprodukcyjny (0–17 lat)    | 16 702 | 17,54  | 8025    | 8,43    | 8677      | 9,11      |
| Wiek produkcyjny (18–65 lat)        | 58 271 | 61,18  | 29 895  | 31,39   | 28 376    | 29,79     |
| Wiek poprodukcyjny (powyżej 65 lat) | 20 268 | 21,28  | 11 596  | 12,18   | 8672      | 9,11      |

## Polityka

### Landrat
- 1943–44: Kemnitzer
- 1944–45: Frick
- 10 maja 1945 – 1 sierpnia 1945: von Wehner
- 1 sierpnia 1945 – 10 maja 1946: Schindler
- 11 maja 1946 - 27 maja 1946: Friedrich Roith
- 28 maja 1946 – 11 czerwca 1946: Freiherr von Schoen
- 11 czerwca 1946 - 25 września 1946: Friedrich Roith
- 26 września 1946 – 31 maja 1948: dr Süß
- 5 czerwca 1948 – 14 grudnia 1948: Meissner
- 1949–1951: dr Simon Beck
- 1952–1955: Anton Bauer
- 1955–1972: dr Walter Königsdorfer
- 1972–87: Wolfgang Gröbl
- 1987-2008: Norbert Kerkel
- od 2008: Jakob Kreidl

### Kreistag
|                          |                          | 2002   | 2002    | 2002   | 2008   | 2008   | 2008   |
| miejsca                  | %                        | głosy  | miejsca | %      | głosy  |        |        |
| ------------------------ | ------------------------ | ------ | ------- | ------ | ------ | ------ | ------ |
|                          | CSU                      | 29     | 47,2%   | 19 919 | 28     | 44,5%  | 19 402 |
|                          | SPD                      | 12     | 20,7%   | 8 714  | 9      | 15,0%  | 6 521  |
|                          | Zieloni                  | 4      | 7,0%    | 2 937  | 6      | 10,7%  | 4 675  |
|                          | FWG                      | 14     | 22,3%   | 9 394  | 15     | 25,4%  | 11 055 |
|                          | FDP                      | 1      | 2,9%    | 1 222  | 2      | 4,4%   | 1 935  |
|                          |                          | 60     | 100%    | 42 186 | 60     | 100%   | 43 588 |
| uprawnieni do głosowania | uprawnieni do głosowania | 70 347 | 70 347  | 70 347 | 73 623 | 73 623 | 73 623 |
| głosy ważne              | głosy ważne              | 42 186 | 42 186  | 42 186 | 43 588 | 43 588 | 43 588 |
| głosy nieważne           | głosy nieważne           | 1 412  | 1 412   | 1 412  | 1 578  | 1 578  | 1 578  |
| frekwencja               | frekwencja               | 62,0%  | 62,0%   | 62,0%  | 61,3%  | 61,3%  | 61,3%  |

## Współpraca
Powiat Miesbach współpracuje z dystryktem Tewkesbury w Anglii, powiatem Schwaz w Austrii oraz z powiatem Zwickau w Saksonii.